# Велика Копаница
Велика Копаница је насељено место и седиште општине у Бродско-посавској жупанији, Република Хрватска.

## Историја
До територијалне реорганизације у Хрватској налазила се у саставу бивше велике општине Славонски Брод.

## Становништво
На попису становништва 2011. године, општина Велика Копаница је имала 3.308, од чега у самој Великој Копаници 1.762.

## Попис1991.
На попису становништва 1991. године, насељено место Велика Копаница је имало 2.061 становника, следећег националног састава:
| Попис 1991.‍   | Попис 1991.‍  | Попис 1991.‍ | Попис 1991.‍ | Попис 1991.‍ |
| ------------- | ------------ | ----------- | ----------- | ----------- |
|               |              |             |             |             |
| Хрвати        | Хрвати       |             | 1.983       | 96,21%      |
| Албанци       | Албанци      |             | 21          | 1,01%       |
| Срби          | Срби         |             | 17          | 0,82%       |
| Југословени   | Југословени  |             | 9           | 0,43%       |
| Словенци      | Словенци     |             | 7           | 0,33%       |
| Мађари        | Мађари       |             | 2           | 0,09%       |
| Аустријанци   | Аустријанци  |             | 1           | 0,04%       |
| Муслимани     | Муслимани    |             | 1           | 0,04%       |
| остали        | остали       |             | 1           | 0,04%       |
| неопредељени  | неопредељени |             | 5           | 0,24%       |
| регион. опр.  | регион. опр. |             | 1           | 0,04%       |
| непознато     | непознато    |             | 13          | 0,63%       |
| укупно: 2.061 |              |             |             |             |